# Nonny Sand
Nonny Sand (født 26. marts 1961) er en dansk skuespiller og voksenunderviser, uddannet fra Statens Teaterskole i 1987.

## Filmografi
- Du er ikke alene (1978)
- De uanstændige (1983)
- Time Out (1988)
- Bryllupsfotografen (1994)

## Tv-serier
- Station 13 (1988-89)